# Çünəxanlı
Çünəxanlı è un comune dell'Azerbaigian situato nel distretto di Cəlilabad. Conta una popolazione di 233 abitanti.